# Tarapita
Tarapita – estońska grupa literacka, działająca w latach 1921-1922 i wydająca czasopismo o tym samym tytule. 
Tarapita powstała po rozpadzie ugrupowania Siuru i składała się w większości z tych jego członków, którzy mieli bardziej lewicowe poglądy (Johannes Semper, Marie Under, Artur Adson, Johannes Vares, Friedebert Tuglas, August Alle). Oprócz nich do grupy należeli też Gustav Suits, Albert Kivikas oraz Aleksander Tassa.